# 麗翅毛螢金花蟲
麗翅毛螢金花蟲（学名：[Pyrrhalta aenescens] 错误：{{Lang}}：文本有斜体标记（帮助））为金花蟲科毛螢金花蟲屬下的一个种。